# Trilli e il segreto delle ali
Trilli e il segreto delle ali (Secret of the Wings) è un film d'animazione direct-to-video prodotto dalla DisneyToon Studios nel 2012. È il sequel del film Trilli ed anche il quarto dei sei film d'animazione con personaggio principale Trilli. Negli Stati Uniti ha ricevuto una distribuzione cinematografica limitata tra il 31 agosto e il 13 settembre 2012, per poi essere distribuito in DVD e in Blu-ray dal 23 ottobre. In Italia ha avuto un passaggio televisivo sul canale Toon Disney per poi essere pubblicato in home video dal 21 novembre 2012.

## Trama
Mentre le fate della Radura Incantata si preparano per l'arrivo dell'inverno, Trilli, affascinata da questa stagione, decide di aiutare Daina di far attraversare gli animali la frontiera (cioè il luogo dove la primavera tocca l'inverno). Attraversare la frontiera è vietato perché le ali delle fate del caldo gelerebbero in inverno e quelle delle fate dell'inverno si scioglierebbero nelle stagioni calde, ma Trilli la varca per curiosità e vede le sue ali brillare. Prima che Trilli possa chiedersi il motivo, Daina la trascina indietro e, preoccupata, la porta dalla Fata Guaritrice. Dopo essere stata visitata, Trilli spiega alle sue amiche di aver visto le sue ali scintillare, ma loro non le credono (compresa Daina, che dice di non aver visto niente). Trilli, allora, fa una ricerca in biblioteca sulle ali scintillanti, ma, sfortunatamente, trova la pagina incompleta, dal momento che era stata rosicchiata da un bruco. Il bibliotecario Scarabocchio, comunque, le dice che l'autore, il custode, vive nei Boschi Innevati.
Trilli prepara un abbigliamento adeguato per affrontare il freddo polare e mette le sue ali sotto il cappotto. E, nascosta in un cestino di spedizione invernale, viene trasportata alla propria frontiera. Ma in fase di atterraggio, il libro cade dal cestino. Mentre Trilli cerca di riprenderselo, scivola tra i piedi di Lord Milori, folletto dell'inverno. Quest'ultimo chiede a qualcuno di consegnarlo al custode. Trilli, di nascosto, si introduce nel palazzo dove trova il custode, ma una fata dell'inverno, di nome Pervinca, nota che le sue ali scintillano, come quelle di Trilli. Le due scoprono di essere sorelle, nate dalla stessa risata.
Trilli e Pervinca passano così del tempo insieme e incontrano due amiche di quest'ultima, Gliss e Spike. Alla fine della giornata, il custode, arrivato in soccorso con la sua gatta Fiona a salvarle, avverte Trilli del rischio che potrebbe correre. Trilli però, prima di tornare dice a Pervinca di rincontrarsi l'indomani sullo stesso confine.
Il giorno dopo, Trilli torna sul posto con un generatore di neve alimentato da un cubo di ghiaccio, creato da i suoi amici Clank e Bloblò. Con l'invenzione che la mantiene fresca, Pervinca viene presentata alle amiche di Trilli, e Rosetta le regala un fiore che porta il suo stesso nome. Pochi istanti dopo, però, Pervinca non riesce più a volare, quando il cubo di ghiaccio che generava neve si esaurisce. Trilli e gli altri la riportano fino alla frontiera dove Lord Milori, appena avvertito dal gufo, arriva sul posto, che cura le ali di Pervinca. Trilli scopre che la regola che tiene le fate separate non è di Lord Milori, ma della regina Clarion appena arrivata anch'ella sul posto. Trilli e Pervinca si salutano con un abbraccio d'addio.
Poco dopo, alle due sorelle viene raccontata dalla regina Clarion e da Lord Milori la storia di una fata e di un folletto innamorati, una delle stagioni calde e l'altro dell'inverno. Un giorno si incontrarono alla frontiera e con il crescere del loro amore, decisero di stare insieme. I due lo fecero, dimenticando i rischi, e ad uno di loro si spezzò un'ala, cosa per cui non esiste rimedio. Da allora si dovettero dire addio per sempre.
Nel frattempo, la regina Clarion viene a sapere dai ministri delle stagioni che la frontiera è turbata da del ghiaccio, causato dal generatore di neve che era stato fatto cadere nel torrente da Lord Milori, provocando così una bufera di neve. A Trilli, intanto, mentre sta volando ad avvisare Pervinca della catastrofe, si congelano le ali e cade a terra. Le amiche di Pervinca spiegano che il gelo mantiene l'aria calda all'interno come una coperta e tornano all'albero della polvere di fata per coprirlo di brina. Ma questa è un'impresa impossibile per tre fate, vengono infatti raggiunte da Lord Milori con i suoi rinforzi e tutti lavorano insieme per congelare il più possibile l'albero.
Poco dopo, il congelamento finalmente si attenua, ma ad un caro prezzo: Trilli rivela di essersi spezzata un'ala mentre volava oltre il proprio confine. Mentre le sorelle si salutano, le ali di Trilli e Pervinca si toccano e, in un lampo, l'ala di Trilli viene riparata. La regina Clarion e Lord Milori si baciano, rivelando di essere loro gli innamorati della storia.
Qualche tempo dopo, le fate delle stagioni calde sono in grado di attraversare il confine grazie alle fate dell'inverno, che ricoprono loro le ali con la brina. In questo modo le due sorelle non dovranno mai più separarsi. Scarabocchio viene assunto come assistente del custode dell'inverno; mentre Rosetta conosce un giovane folletto dell'inverno di nome Sled, del quale si innamora a prima vista.

## Colonna sonora
La colonna sonora del quarto film è caratterizzata dalla canzone portante The Great Divide, eseguita in originale dalle McClain Sisters, e nell'edizione italiana da Renata Fusco, con il titolo Il Divario tra Noi.

## Doppiaggio
| Personaggio     | Doppiatore originale | Doppiatore italiano  |
| --------------- | -------------------- | -------------------- |
| Trilli          | Mae Whitman          | Joy Saltarelli       |
| Pervinca        | Lucy Hale            | Letizia Ciampa       |
| Rosetta         | Megan Hilty          | Perla Liberatori     |
| Iridessa        | Raven-Symoné         | Denny Méndez         |
| Argentea        | Lucy Liu             | Federica De Bortoli  |
| Daina           | Angela Bartys        | Domitilla D'Amico    |
| Fairy Mary      | Jane Horrocks        | Paola Giannetti      |
| Vidia           | Pamela Adlon         | Laura Cosenza        |
| Terence         | Jesse McCartney      | Luigi Morville       |
| Clank           | Jeff Bennett         | Lucio Saccone        |
| Fairy Gary      | Jeff Bennett         | Bruno Alessandro     |
| Dewey           | Jeff Bennett         | Dante Biagioni       |
| Bloblò          | Rob Paulsen          | Davide Lepore        |
| Regina Clarion  | Anjelica Huston      | Antonella Giannini   |
| Lord Milori     | Timothy Dalton       | Mario Cordova        |
| Fata guaritrice | Jodi Benson          | Alessandra Korompay  |
| Gliss           | Grey DeLisle         | Monica Vulcano       |
| Spike           | Debby Ryan           | Benedetta Ponticelli |
| Sled            | Matt Lanter          | Marco Vivio          |